# Erik Wilén

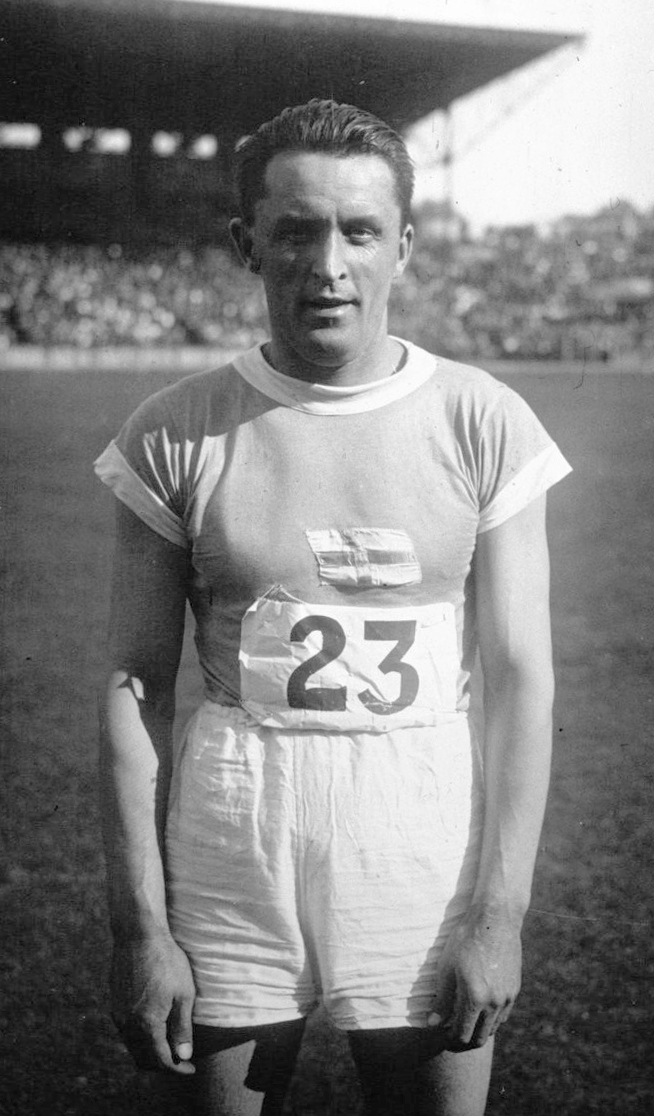
Erik Wilén, 1929

Erik Wilhelm „Erkka“ Wilén (* 15. Juli 1898 in Helsinki; † 23. Juli 1982 ebenda) war ein finnischer Leichtathlet, der sich auf den 400-Meter-Hürdenlauf spezialisiert hatte.

## Karriere
Wilén nahm 1920 (400 Meter und 400 Meter Hürden), 1924 (400 Meter, 400 Meter Hürden und 4-mal-400-Meter-Staffel) sowie 1928 (400 Meter Hürden) an Olympischen Sommerspielen teil.
Bei den Olympischen Spielen 1924 in Paris gewann er über 400 Meter Hürden die Silbermedaille hinter dem US-Amerikaner Morgan Taylor. Der ursprünglich Zweitplatzierte Charles Brookins wurde wegen Verlassens der Bahn disqualifiziert.